# Argo (Alabama)
Argo város az USA Alabama államában, Jefferson és St. Clair megyében. Lakosainak száma 4368 fő (2020. április 1.).

## Népesség
A település népességének változása:
| Lakosok száma | 4071 | 4175 | 4368 |
|               | 2010 | 2013 | 2020 |